# Zugriff (Polizei)
Der Zugriff ist in der polizeilichen Taktik ein operatives polizeiliches Handeln, um eine Person in einen  hoheitlichen Gewahrsam zu überführen.
Je riskanter der Zugriff ist, umso mehr Kräfte werden für die Durchführung der Maßnahme benötigt. Bei bewaffneten Zielpersonen werden Spezialeinheiten in den Zugriff eingebunden. Ihr folgt unmittelbar die Festnahme, die Verhaftung oder der Polizeigewahrsam.
Zugriffe erfolgen idealerweise geführt und geplant und stehen unter der Leitung einer Führungskraft, zumindest eines Gruppen- bzw. Streifenführers.
Genaugenommen ist jeder beginnende Freiheitsentzug bzw. Freiheitsbeschränkung durch die Polizei ein Zugriff. Ist die Zielperson unkooperativ, kann unter der Maßgabe der gesetzlichen Schranken und der Wahrung der Verhältnismäßigkeit unmittelbarer Zwang angewendet werden. In besonderen polizeilichen Lagen, wie beispielsweise Amoklagen, findet ein Notzugriff statt, der unter Umständen einen Waffengebrauch einschließt. 